# Ana Franić
Ana Franić est une actrice serbe née le 7 octobre 1981 à Belgrade.

## Biographie
Ana Franić est devenue populaire en assumant le rôle principal du film lesbien Respire (Disi duboko) et a remporté plusieurs prix pour ce rôle.

## Filmographie
- 2002 : Klasa : Tijana
- 2002 : Podijum : Ana
- 2003 : Zona Zamfirova : Izmecarka Vasilija
- 2003 : Najbolje godine : Duska
- 2003 : Laku noc, deco : la Diva
- 2004 : Disi duboko : Sasa
- 2005 : Budjenje iz mrtvih (Awaking from the Dead) : Nagorka
- 2007 : Smrtonosna motoristika : Anica Zaovina
- 2007 : M(j)esoviti brak : Daca
- 2007 : Odbacen (The Reject) : Dzeki
- 2008 : Zaustavi vreme
- 2008 : Na lepom plavom Dunavu (The Beautiful Blue Danube) : Sasha
- 2009 : Ulica lipa (sr) : Natalija
- 2011 : Commissaire Nardone (TV)
- 2011 : Igra istine (TV) : Ema